# Кућа Мишићевих у Нишу
Кућа Мишићевих у Нишу једна је од приватних кућа за становање из 19. века, лоцирана у ужем градском језгру. Данас, и поред тог што и даље служи својој намени, она је споменика културе и народног градитељства, изузетне историјске, архитектонске и ликовне вредности, и један од значајнијих објеката балканске архитектуре оријенталног типа у Нишу. Она је једна од последњих стамбених кућа која је у време ослобођења Ниша од Османлија 1878. године, затечена у простору „иза јарка“ (данашњи систем улица: Филип Кљаић, Синђелићев трг, Николе Пашића), која и данас пркосно постоји (у мећупростору између Палате правде и Гимназије). Подигнута је око 1840. године као стамбена кућа. Кућу је после ослобођења од власнице Шемзи-хануме откупио нишки трговац Ђока Мишић, и зато се она под његовим презименом и води у Заводу за заштиту споменика културе у Нишу.

## Статус и степен заштите
Због свог историјског и архитектонског значаја кућа Мишићевих у Нишу проглашен је, 23. децембра 1982. године, за „Културно добро од великог значаја“ и под бројем СК 308 уведено је у централни регистар споменика културе у Републици Србији. Као основ за упис у регистар послужило је решење Завода за заштитуту и научно проучавање споменика културе НРС бр.671/48 од 6. маја 1948. године.
Надлежни завод који води локални регистар и бригу о овом археолошком локалитету је: Завод за заштиту споменика културе Ниш.

## Историјски услови који су владали у стамбеној архитектури јужне и источне Србије
Стамбена архитектура Ниша и других градова јужне и источне Србије, крајем 18. и у 19. веку, припадала је типу архитектуре градова из истог историјског периода на целом Балканском полуострву. И поред чињенице, да је кроз векове стил грађења на Балкану, где су се судариле две културе, византијског и муслиманског света, истока и средњовековног запада, за архитектуру Јужне и Источне Србије је током времена био устаљен назив „турска“ - „источњачка“, или данас одомаћен назив „старобалканска профана архитектура“. 
Стални и многоструки утицаји који су Османлије и њихова владајућа религија ислам, имале на свакодневни живот становништва, манифестовале су се и на стамбеној архитектури, пре свега већих насеља, пре свега градова, у којима је начин опхођења, понашања и живота уопште, био у складу са османлијским прописима, што је значајно утицало и на све форме сатмбеног градитељства. 
У граду је, као и на селу, без обзира на то да ли је власник био занатлија или трговац, хришћанске или муслиманске вероисповести или истакнута личност из слоја османлијских феудалаца, ретко је стамбени простор сачињавала само кућа, јер се свакодневни живот одвијао у оквиру авлије (дворишта) у коме се обично налазила издвојена кухиња и нужник. 
Страх од Османлија али и традиционално затворени начин породичног живота, у стамбеној архитектури овог периода огледао се, не само у ограђивању дворишта масивном зиданом оградом са високом, пуном капијом од „остатка света“, већ и у јасном груписању просторија у којима бораве чланови породице од оних у којима су примане посете. Често су комшијске авлије, ако су власници били у добрим односима, међусобно била повезана „капиџицима“, тако да су се жене могле кретати унутар тог простора и међусобно комуницирати без излажења на улицу.

## Историјат настанка и положај куће
Из Цариградског друма, који се долазећи из правца Београда од раскршћа у централном делу Ниша одвајао ка истоку, у 17. веку изграђен је Пиротски сокак, а око њега се развијала Стамбол капија мала, и у њој градска насобина Ниша дуж Пиротског сокака, на утрини источно од јарка (који је одводио површинску воду са градских улица у Нишаву) на данашњем Синђелићев тргу. 
Баш у том сокаку на 50 метара источно од јарка, на основу расположивих података и изјаве данашњих власника грађевине, кућу је изградио, 1840. године османски бег за потребе своје породице и у њој живео до ослобођења Ниша од Османлија. Након ослобођења Ниша од Османлија 1878. године настала је велика сеоба Османлијског живља из Ниша у правцу Скопља и Косова. У овој групи избеглица нашла се и њена власница, Шемзи ханума од које је 1878. кућу и окућницу откупио Нишки трговац српског порекла, господин Мишић, који се у њу уселио са породицом. По њему кућа до данас носи његово име.
Пиротски сокак је био једна од првих улица која је након 1878. године исправљена, проширена и изграђена према поставкама Винтеровог план за регулацију Ниша. Улица је регулисана и насута и, за оно време, добила је велику ширину.
Тако се може рећи да је од времена настанка средином 19. века, кућа налазила непосредно уз прометну улицу Цариградског друма. Кућа се, са истока налазила уз двориште турске ислахане, сиротиште и занатског центар, на чијем се месту данас налази зграда Прве нишке гимназије, а са запада се налазила грађевина сличног архитектонског обликовања, приземна беговска кућа са доксатом, која је убрзо по ослобођењу постала државна својина, и стан Николе-Коле Рашића, срески начелник.
Овај низ грађевина оријенталне архитектуре (од ислахене преке Мишићеве куће до беговске куће) у Пиротском сокаку, сада већ названом улица Стамбол капија, прекинут је прво 1909. година, када је западно од Мишићеве куће изграђена габаритом доминантне зграде Среског начелства, односно данашњег Окружног суда, а потом и зграда Прве нишке гимназије 1922. године заувек је промењен визуелни идентитет кварта.
| „ | Данас се парцела Куће Мишићевих јужном страном ослања на Вождову улицу, источном на двориште гимназије, са запада је приљубљена уз зграду Окружног суда, док је уз њену северну ивицу организован паркинг стамбене зграде. С обзиром на положај суседних објеката, директан прилаз парцели и кући могућ је само из Вождове улице бр.25. | ” |

## Стање објекта у коме се налази
Кућа Мишићевих, својим доминантном формом маркира сам центар града Ниша, у једној од њених централних и најстаријих улица, некада улици Стамбол капија, данас улици Вожда Карађорђа.
Кућа није тренутно презентована и доступна туристима и другим посетиоцима Ниша да је сагледају на прави начин. Од своје изградње до данас, зграда је коришћена за становање, а услед сталног недостатка средстава за конзервацију, налази се у веома лошем стању. тако су немар и небриге о историјском наслеђу, и стихијске интервенције на заштићеном објекту и њеној околини резултовале су неповратном изменом оригиналног контекста на културном добру - Кући Мишићевих.
Иако је очувана првобитна геометрија и декоративни елеменати куће у ентеријеру, непостоје податаци о конструктивном склопу грађевине, јер опште економско стање у Србији и Граду Нишу, као једној од најсиромашнијих локалних заједница у области културе, утицало је на чињеницу да систематичних конзерваторских подухвата на објекту, као ни подухвата (и поред бројних идеја и предлога) да се он представи у туристичкој понуди Града није било, што и даље погоршава стање куће, погоршаним дуготрајним дејством природних и људских фактора.

## Архитектура и изглед куће
Кућа Мишићевих у Нишу по свом габариту, објекат је компактне основе у једном нивоу са; тремом-доксатом, подрумским делом испод мањег дела грађевине, и неискоришћеним таванским простором. Склад релативно правиланог габарита грађевине нарушен је са два анкеса-одељењеа у североисточном углу, као и помоћном просторијом у југоисточном углу куће у коју се улази из дворишта. Распореду просторија у кући истоветан је оном из најранијих периода грађевине.
Ентеријер
У објекат се улази кроз два улаза, главног (јужног) преко трема-доксат и и споредног на северној фасади куће. Ентеријер чине два дела од по две просторије која су симетрично постављене у односу на централни ходник, који је већих димензија, са природним осветљењем и два напред наведена улаза.
По фиксном намештају, собе за спавање која су често су имале амамџик, пећ и долап за постељину, одговарају типичном ентеријеру муслиманске куће. Крила врата долапа која су израђена из више делова од дрвене грађе, украсно су обрађена и као целина чине квадратни геометријски мотив.
Карактеристични елемент ентеријера су тзв. „шише тавани“, израђени од дасака чији су саставци покривени једном профилисаном лајсницом.
Конструкција и и техника израде
Објекат који је изграђена у бондруку, по свом конструктивном изгледу карактеристичан је пример варијантног решења профане оријенталне архитектуре на Балканском полуострву, 19. века. Овакво изабрана конструкција куће омогућила је уградњу већег броја прозора. Кроз, у односу на доксат, по три симетрично постављена дрвена прозора на југоисточном и југозападном углу објекта, и бочним прозорима са источне и западне стране, постигнута је доста добра инсолација ентеријера.
Кров куће који је изнад трема ослоњен на дрвене стубове димензија 16 x 16 cm, једноставне дрвене конструкције, благог нагима која је препокривен ћерамидом. Димњаци су витки и без наглашених димњачких капа. Спољашње зидове куће од атмосферских утицаја падавина штити широка препуштена стреха, која ствара дубоку сенку на фасадама, наглашава њену хоризонталност.
Фасада куће, која је у свом обликовању сведена, без декоративних или вајарских елемената, у завршном слоју облепљене је иловачом и окречене у бело. Према мишљењу Нишких архиетаката; 
| „ | ...добар ритам отвора као последица логичног распореда просторија и конструкције и мирне зидне масе стварају утисак уравнотежене естетике грађевине. | ” |

Подови у све четири велике просторије су од чамових дасака ширине 10 до 15 cm, док је централни ходник покривен опеком квадратног формата. Под долапа је од правоугаони опека димензија 25 x 12 cm. Под у подруму је од земљаног набоја.
Двориште куће
Некад је двориште имало висок зид са приступном капијом, бунар, шедрван и сеник од винове лозе, а башту је красило пуно украсног цвећа, и неколико стабала.
Дворишта куће, данас је непримерено ограђено; са две стране зидом од опеке, са једне стране (према улици) дрвеним плотом док је са четврте (западне)омеђено источном фасадом Палате правде. Двориште, са неколико порушених објеката (највероватније касније дозиданих) у југоисточном углу, зарасло је у шипражје, и неодржавана стабла самониклог дрвећа.